# سفت‌کنه شش‌گوشه
ایکسودس هگزاگنوس (نام علمی: Ixodes hexagonus) نام یک گونه از راسته کنه است.